# François Gillen
François Gillen (* 10. Juni 1914 in Echternach, Großherzogtum Luxemburg; † 3. November 1997 ebenda) war ein luxemburgischer Künstler.
François Gillen studierte u. a. bei Fernand Léger. 1974 erhielt er den Verdienstorden des Großherzogtums Luxemburg im Rang eines Offiziers.
Es gab eine Einzelausstellung 1994 in Esch-sur-Alzette und rund vierzig Gemeinschaftsausstellungen, auf denen Werke von ihm gezeigt wurden.
Gillen war als Maler, Bildhauer und Glasmaler tätig. Glasmalereien Gillens befinden sich z. B. in Echternach, Luxemburg-Stadt, Schengen, Wasserbillig und Wiltz. In Echternach ist eine Straße nach ihm benannt.